# 中村敏一
中村 敏一（なかむら としかず、1945年2月2日 - 2020年9月8日）は、日本の生物学者。大阪大学名誉教授。アンジェス創業者。紫綬褒章受章。

## 人物・経歴
滋賀県大津市出身。1967年京都薬科大学薬学部製薬化学科卒業。1972年大阪大学大学院理学研究科博士課程修了、理学博士、城西歯科大学助手。同講師を経て、1975年カリフォルニア大学サンディエゴ校留学。1977年徳島大学医学部酵素研究施設講師。1980年同助教授。1988年九州大学理学部生物学科教授。1993年大阪大学医学部バイオメディカル教育研究センター腫瘍生化学部門教授。2000年大阪大学大学院医学系研究科未来医療開発専攻分子組織再生分野教授。2001年アンジェスMGを創業。2002年クリングルファーマを創業。2008年大阪大学名誉教授、2008年大阪大学先端科学イノベーションセンター再生創薬部門特任教授。2009年ニューロゲンを創業。2011年日本癌学会名誉会員。2013年ニューロゲン代表取締役。

## 著書
- 『初代培養肝細胞実験法』学会出版センター 1987年

## 受賞歴
- 1984年日本生化学会奨励賞[2]
- 1984年日本癌学会奨励賞[2]
- 1992年高松宮妃癌研究基金学術賞[2]
- 1994年安田記念医学賞[2]
- 1994年大阪科学賞[2]
- 1994年持田記念学術賞[2]
- 1995年井上学術賞[2]
- 2006年ネイチャー メディシン/アンジェスMG バイオメディカル大賞[2]
- 2006年紫綬褒章[2][3]
- 2018年瑞宝中綬章[4]